# Савинова (Иркутская область)
Савинова — упразднённая деревня в Заларинском районе Иркутской области России. Входила в состав Новочеремховского муниципального образования.

## Население
| 1959 | 1970 | 1979 | 1989 |
| ---- | ---- | ---- | ---- |
| 201  | 109  | 22   | 0    |

.
В 1989 году населённый пункт Савинова был упразднён в связи с отсутствием постоянного населения.